# Повеља краља Милутина манастиру Бањска
Повеља краља Милутина манастиру Бањска или Светостефанска хрисовуља је средњовековна повеља коју је српски краљ Милутин издао по завршетку градње своје гробне задужбине Манастира Светог Стефана у Бањској.
Препис ове повеље у облику књиге (начињен приближно када и изгубљени оригинални свитак), пронађен је 1889. у Старом Сарају у Цариграду, чији је текст штампан у два издања у Београду у издању Љубомира Ковачевића и Бечу у издању Ватрослава Јагића 1890. године. Српски краљ Стефан Урош II Милутин (1282. — 1321) је између 1313.--1316. године подигао задужбину као гробну цркву у области Косовске Митровице, у месту Бањска, посвећену светом Стефану Првомученику. По завршетку грање издао је повељу у облику ротулуса са златним печатом на крају, који је ради веће и боље употребљивости ускоро исписан на пергаменту, у форми књиге.
Књига поред текста саме повеље која завршава се свечаним потписом краља Милутина, садржи и излагања краља Драгутина, Милутиновог брата, и архиепископа Никодима I. У хрисовуљи се детаљно описује простирање бројних имања („властелинства“) која је краљ Милутин даривао насељима крај Ибра, Ситнице, Лаба, у Расу, Хвосну, Плаву, Будимљу, Зети и др. Повељом су прописане обавезе и привилегије земљорадника, сточара и занатлија према манастиру Бањска. Након Косовског боја 1389. године Османлије су похарали Милутинову задужбину и том приликом понели и Повељу, која од друге половине 15. века се чува у Цариграду, у султановој ризници Старог Сараја.

## Проналазак и објављивање Светостефанске хрисовуље
За проналажење Светостефанске хрисовуље заслужан је мађарски филолог и оријенталиста Армин Вамбери. Он је био велики познавалац турског језика и историје, путник у крајевима централне Азије и Османског царства и аутор бројних речника турског језика. Стекао је поверење султана Абдулхамида, захваљујући чему је добио дозволу да проучава документе који су пре неколико векова пренети из Будима (из библиотеке Матије Корвина) у Цариград, а који су се чували у султановој ризници. За то су сазнали Чедомиљ Мијатовић и Стојан Новаковић. Стојан Новаковић се сусрео са пољским научником Коржењовским који је био задужен за пољске и словенске текстове као члан експедиције која је прегледала документа. Коржењовски је обавестио Новаковића да је нашао „једну српску диплому, у облику књиге, од два краља Стефана и Стефана Уроша, даровану неком манастиру, с именима многих села за коју не зна је ли позната и иштампана“. Стојан Новаковић је одмах претпоставио да се радило о Светостефанској повељи. Убрзо се Новаковић састао и са Вамберијем, те је договорено да Коржењовски сними повељу и уступи је Краљевској Угарској Академији која ће је потом уступити Српској Краљевској Академији.
Новаковић је 10. октобра 1889. године саставио извештај о проналаску хрисовуље, али се одрекао части да је одштампа. Част је препустио Љубомиру Ковачевићу који ју је издао 24. фебруара 1890. године. Ковачевићев опис повеље је следећи: садржи 89 листова и једну страну 90, при чему свака има 12 редова, сем три стране на којима су потписи двојице краљева (Милутина и Драгутина) и архиепископа Никодима. О повељи је убрзо писао и Ватрослав Јагић, описавши начин на који је пронађена. Ускоро ју је и сам објавио.
О значају проналаска Светостефанске хрисовуље довољно сведочи цитат Николе Радојчића поводом објављивања Рударског законика Стефана Лазаревића: "Српска историјска наука није дочекала веће и корисније изненађење од проналаска Светостефанског хрисовуља до открића овога Закона о рудницима деспота Стефана Лазаревића. Надајмо се да ово није последње велико откриће." Проналазак Светостефанске хрисовуље и проналазак Закона о рудницима Стефана Лазаревића највећа су открића историјске науке од 19. века до данас.

## Година издавања повеље
Време када је Стефан Милутин издао повељу повезано је са временом изградње самог манастира Светог Стефана у Бањској. Питање године издања повеље отпочело је убрзо након што је сама повеља постала позната науци. Тако се овим питањем први бавио Стојан Новаковић који датује изградњу манастира Светог Стефана у период између 1312. и 1317. године. Питањем времена завршетка градње манастира бавили су се, између осталих, и Љубомир Ковачевић, Миодраг Пурковић, Ватрослав Јагић, Милоје Васић, Ђорђе Сп. Радојчић, Оливера Кандић, Братислав Тодић и многи други. Даровна повеља морала је бити издата после завршетка изградње манастира. Свакако је изградња манастира отпочета око 1312. године када је завршен грађански рат Милутина и Драгутина, јер архиепископ Данило у „Житију краља Милутина“ пише да је Милутин отпочео са зидањем свог маузолеја након што се посаветовао са братом, мајком Јеленом и архиепископом Савом. Пристанак брата могао је добити тек када су односи били уређени. Како постоје поуздани подаци да су браћа 1313. године ратовала против Младена Шубића, сина Павла Шубића, односи су уређени раније. Белешка архиепископа Никодима у преводу Јерусалимског типика показује нам да је рат завршен крајем 1311. или почетком следеће године (између осталог, помиње се да је посланству, поред византијског цара Андроника II присуствовао и патријарх Никон). Због тога би градња манастира могла бити отпочета током 1312. године, а окончана убрзо након смрти краљице Јелене, а пре смрти краља Драгутина. У то време је и издата повеља. Владимир Мошин, који се посебно бавио анализом Милутинових повеља, датује издавање повеље у период између 1314. и 1316. године.
Архиепископ Данило помиње састанак браће у Паунима на коме су уређена међусобна питања. Многи историчари сматрају да је управо на том сабору донета Светостефанска повеља на којој стоји потпис обојице краљева. Међутим, тачна година одржавања састанка није позната. Претходио му је састанак српских краљица Симониде (Милутинове супруге) и Каталине (Драгутинове супруге) до кога је дошло вероватно средином 1314. године. До састанка међу браћом дошло је после овог сусрета, а такође и након побуне и ослепљења Стефана Дечанског, Милутиновог сина. Засигурно се, међутим, зна да је повеља издата у периоду између смрти краљице Јелене и Драгутина, дакле између 8. фебруара 1314. године и 12. марта 1316. године. Да ли је Светостефаска повеља донета на сабору, такође се не зна, јер се ни у повељи ни у „Животима краљева и архиепископа српских“ то не помиње. Повеља није потврђена од стране архиепископа Саве, за чијег столовања је и донета. Потврђена је тек након Драгутинове смрти, 12. маја 1317. године (Сава је умро 26. јула 1316. године), када се на архиепископској столици налазио Никодим.

## Облик оригинала
Светостефанска хрисовуља сачувана је у оригиналу. Њеном дипломатичком анализом први се бавио Владимир Мошин који је анализи подвргао све Милутинове повеље. Сачувана је у облику пергамента (230mm х 290mm). У прошлости су за њу били причвршћени печати Милутина и Драгутина. На једном од последњих листова налази се белешка Стефана Црнојевића. Сачувана хрисовуља представља један од преписа настао приликом потврде 1317. године. Преписани су и потписи двојице краљева. Стефан Црнојевић подебљао је избледео Никодимов потпис, што је навео у забелешци. Повеља садржи 180 страница са 2131 редом. У тексту се документ назива Светостефанском хрисовуљом или Бањском повељом.

## Дипломатичка анализа
Повеља не садржи вербалну инвокацију, што је уобичајено за тадашње повеље (Грачаничка, Дечанска, Светоарханђеловска). На почетку се налази симболичка инвокација. Аренга је опширна и посвећена је Светом Стефану, заштитнику династије Немањића и патрону манастира. У интитулацији Милутин наводи своју титулу и претке. Поменути су Свети Симеон и Свети Сава, Стефан Првовенчани и краљ Урош. Из експозиције сазнајемо да је на месту изградње манастира већ од раније постојала црква коју је српски краљ пронашао разрушену. У диспозицији средњовековних српских повеља, као најважнијем делу документа, налазе се побројана добра која ктитор прилаже своме манастиру. Исти случај је и са Светостефанском хрисовуљом. Поред тога, Светостефанска хрисовуља значајна је и по томе што регулише обавезе зависног становништва на манастирском властелинству. Овај део диспозиције познат је под називом „закон људима црквеним“ и „закон Власима“. У санкцији се наводи казна за прекршиоца краљевих заповести из повеље. Као што је познато, не зна се тачно време издавања повеље због тога што забелешка о датуму, карактеристична за друге средњовековне повеље, у Светостефанској не постоји.

### Потписи
Милутинов потпис у хрисовуљи гласи: „Стефан, по милости Божијој краљ и самодржац свих српских земаља и поморских“. По византијском узору, потпис је исписан црвеним мастилом. За историјску науку је од далеко већег значаја био потпис старијег брата Драгутина. Уопште, заједнички потпис двојице краљева у српској средњовековној дипломатици је редак случај. Ово је једина повеља која садржи потврде двојице српских краљева, јер је уобичајена пракса била да сваки од владара донесе сопствени документ којим би потврдио даровање одређеног манастира. Драгутин се потписује као „брат Господина великог краља Стефана Уроша“. На крају повеље налази се Драгутинов потпис плавим мастилом који гласи: „Благоверни раб Христу Стефан, прежде (раније) бивши краљ“. Помен Драгутина као бившег краља значајан је ради утврђивања односа међу браћом након Дежевског сабора, односно завршетка грађанског рата. Како је познато, Драгутин је са престола збацио оца Уроша у грађанском рату који је окончан битком код Гацка 1276. године. Владао је следећих шест година, до 1282. године, када је услед побуне властеле подстакнуте несрећним падом са коња под Јелачом, принуђен да на државном сабору у Дежеву преда власт млађем брату Милутину. Милутин ће одмах задовољити антивизантијски расположену властелу покрећући рат против тадашњег цара Андроника II и освајајући велике територије на југу (Скопље, Овчепоље, Злетово, Пијанец). Односи међу браћом су добри до 1299. године. У рату против Византије из 1284. године Милутину помаже Драгутин, а у ратовању сремског краља против куманских великаша Дрмана и Куделина помоћ је пружио млађи брат. До разлаза међу браћом долази након Милутинове женидбе са Симонидом, о чему архиепископ Данило не пише, али податке наилазимо код грчких (Пахимер, Григора, Метохит) и западних извора (Аноним, Гијом Адам). Михаило Динић бавио се односом међу браћом, са посебним освртом на титулу краља Драгутина после 1282. године, закључивши да Драгутин није носио краљевску титулу. Свој закључак засновао је управо на Светостефанској хрисовуљи у којој се Драгутин помиње као бивши краљ. Смиља Марјановић-Душанић је писала да је Драгутин носио краљевску титулу између 1282. и 1311/12. године, а да ју је изгубио по завршетку грађанског рата. И њени закључци слажу се са Драгутиновим потписом у Светостефанској хрисовуљи.
Трећи део Светостефанске хрисовуље чини накнадна потврда архиепископа Данила која је дописана испот оригиналног текста. Потврда је издата маја 1317. године, након смрти архиепископа Саве и доласка Никодима на архиепископску столицу. Након краће аренге следи промулгација. У овом делу хрисовуље значајан је попис епископа и игумана присутних на сабору на коме је потврђена краљева одлука. Никодимов потпис је плаве боје, али га је таквим учинио Стефан Црнојевић који је подебљао оригиналан потпис. Оригинал је био црне или зелене боје. Никодим се потписао као „архиепископ свих српских земаља и поморских“.